# Belenenses Futebol SAD
El B-SAD, también conocido como Belenenses SAD o Belenenses Futebol SAD, fue un club de fútbol portugués con sede en Lisboa que existió desde 2018 hasta 2023.
El equipo fue fundado en 2018 como una escisión del Clube de Futebol Os Belenenses, después de que la sociedad anónima deportiva, de carácter profesional, se desligara del histórico club deportivo. A pesar de que se quedó con la plaza en Primera División, a efectos legales no tenía ninguna relación con Os Belenenses y tampoco podía usar sus símbolos ni instalaciones. El Belenenses SAD tuvo que jugar como local en el Estadio Nacional de Jamor.
Tras descender de la Segunda División en la temporada 2022/23, intentó fusionarse con el Cova da Piedade de la Liga 3, que mantenía su identidad en detrimento del B-SAD.Sin embargo, la Federación Portuguesa les denegó la licencia y el club tuvo que inscribirse en las divisiones regionales del distrito de Setúbal, trasladándose a Almada.

## Historia
El Clube de Futebol Os Belenenses, con sede en la freguesía de Santa Maria de Belém, había creado una sociedad anónima deportiva (SAD) para gestionar el equipo profesional de fútbol el 18 de octubre de 1999, mientras que el resto de secciones corrían a cargo del club. La situación se mantuvo sin cambios hasta que una crisis económica en 2012 les llevó a vender el 51% de la SAD al grupo inversor Codecity Sports Management, liderado por Rui Pedro Soares.
En virtud del acuerdo original de venta, Os Belenenses mantendría el 10% de las acciones de la SAD y podía vetar algunas operaciones. Sin embargo, Codecity terminó presentando un recurso judicial en 2017 para revertir el acuerdo. Finalmente, el Tribunal de Arbitraje Deportivo dio la razón a Soares y Codecity logró hacerse con el control total sobre la SAD. Con una tensión cada vez mayor entre ambas partes, el protocolo de relación expiró el 30 de junio de 2018 y la SAD se desligó de Os Belenenses para crear un nuevo equipo. La SAD mantuvo la plaza en Primeira Liga para la temporada 2018-19 como «Belenenses SAD», tuvo que alquilar el Estadio Nacional de Jamor, y a efectos legales está registrado como un club independiente. Por otra parte, Os Belenenses inscribió a su filial en las divisiones regionales. 
En un primer momento la SAD vestía la Cruz de la Orden de Cristo que usaba la entidad histórica, pero en octubre de 2018 un juzgado determinó que la propiedad intelectual sobre ese símbolo recaía en Os Belenenses, así que el Belenenses SAD tuvo que presentar una nueva imagen el 11 de marzo de 2019. La entidad histórica comunicó a la Federación Portuguesa y a la Liga Profesional que no autorizaba el uso del nombre «Belenenses», basándose en la anterior sentencia sobre propiedad intelectual. Finalmente, en 2022 el club escindido renunció a esa marca y pasó a llamarse simplemente «B-SAD».
A nivel deportivo, el B-SAD se mantuvo en la élite durante cuatro temporadas, desde 2018 hasta 2022. En la edición 2018-19 el equipo terminó en novena posición, la mejor campaña durante su breve existencia. Sin embargo, a partir de 2021-22 se vio afectada por problemas económicos que tuvieron reflejo en el desempeño del plantel. Después de descender como colista, disputó la Segunda División de Portugal 2022-23 y encadenó otro descenso como antepenúltimo clasificado, tras perder en la promoción frente al Länk Vilaverdense.
En marzo de 2023, antes de que terminase la temporada, el B-SAD aprobó su fusión con el Cova da Piedade, un equipo que había sido expulsado de la segunda categoría en 2022 por razones administrativas. En el acuerdo se establecía que el nuevo equipo asumiría el nombre del Cova da Piedade, lo que implicaba la desaparición de la marca B-SAD. Aunque la entidad esperaba competir en Tercera División, la Federación Portuguesa les denegó la licencia y el Cova da Piedade tuvo que inscribirse en categorías regionales.